# 매천역
매천역(Maecheon Station, 梅川驛)은 대구광역시 북구 매천동에 위치한 대구 도시철도 3호선의 역이다.
매천시장역과 매천역은 서로 1.1km 떨어져 있어 역간 길이가 지산~수성못 다음으로 길다.

## 역명의 유래
매남마을과 동쪽의 팔계천에서 유래하였으며, 자연마을인 소래실이 있는데 원래 마을 뒷산에는 소나무가 우거지고 앞으로는 맑은 물이 흐르며 옆으로는 큰 강이 흘러서 송천동이라고 불렀으나 후에 소래실로 다시 바뀌었고, 이것이 오늘날에 "매천동"이라는 동명이 부여되었다.

## 역 구조
2면 2선의 상대식 승강장이 있는 지상역이다. 난간형 스크린도어가 설치되어 있다.

### 승강장
| 태전 ↑     |
| \| 상      |
| ↓ 매천시장 |

| 상행 | ● 대구 도시철도 3호선 | 태전·칠곡운암·칠곡경대병원 방면 |
| 하행 | ● 대구 도시철도 3호선 | 매천시장·서문시장·용지 방면     |

- 대합실을 통과해 반대편 승강장으로 이동 할 수 있다.

## 역사
- 2013년 10월 2일 : 매천역으로 역명 결정
- 2015년 4월 23일 : 대구 도시철도 3호선 개통과 함께 영업 개시

## 역 주변
| 나가는 곳 | 방면                                                                                |
| --------- | ----------------------------------------------------------------------------------- |
| 1         | 대구매천초등학교 매천중학교 매천고등학교 대구태전동우체국 대구병원 언더로템요양병원 |

## 승차량 변동
| 노선  | 승차 인원 | 승차 인원 | 승차 인원 | 승차 인원 | 승차 인원 | 주석  |
| 노선  | 2015년    | 2016년    | 2017년    | 2018년    | 2019년    | 주석  |
| ----- | --------- | --------- | --------- | --------- | --------- | ----- |
| 3호선 | 1,992     | 2,230     |           |           | -         | [ 1 ] |

## 사진

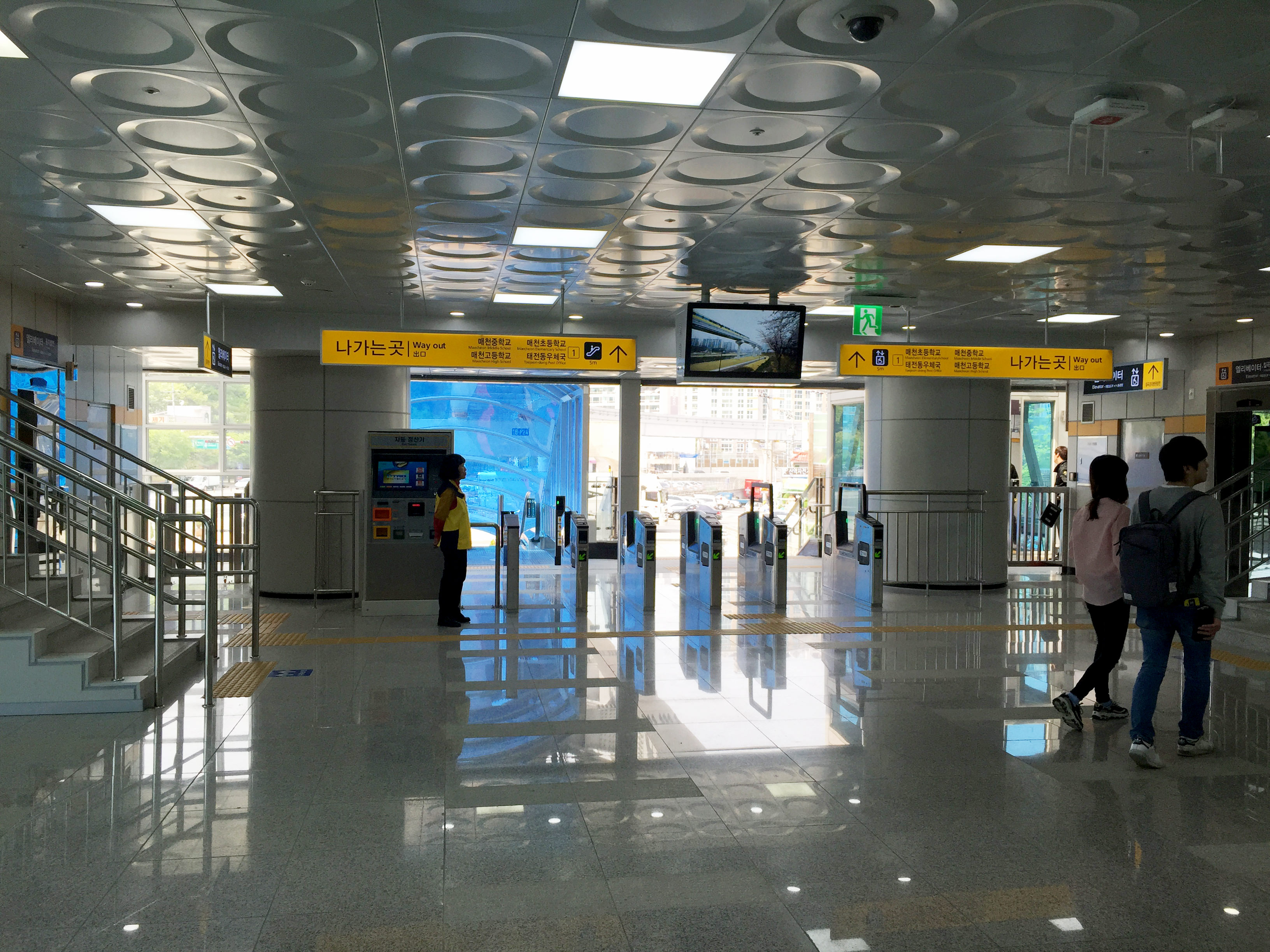
개찰구

## 인접한 역
| 대구 도시철도 3호선        | 대구 도시철도 3호선   | 대구 도시철도 3호선    |
| -------------------------- | --------------------- | ---------------------- |
| 318 태전 칠곡경대병원 방면 | ● 대구 도시철도 3호선 | 320 매천시장 용지 방면 |